# Pavel Marek (historik)
Pavel Marek (* 17. března 1949 Šumperk) je český historik, specializující se na moderní české politické a kulturní dějiny.

## Život
Pavel Marek (otec Josef Marek (1907–1984), matka Ludmila (1910–1995) vystudoval střední všeobecně vzdělávací školu (SVVŠ) v Prostějově (1967). Poté studoval dějepis a ruský jazyk na Pedagogické fakultě Univerzity Palackého v Olomouci (abs. 1972) a dálkově archivnictví a historii na Univerzitě Karlově v Praze (1976). Získal tituly PhDr., PaedDr. a Ph.D. V letech 1991–1995 absolvoval postgraduální doktorské studium na Historickém ústavu Filozofické fakulty Masarykovy univerzity v Brně.
Mezi léty 1982–1992 působil ve Vlastivědném muzeu Prostějovska, které po Sametové revoluci do roku 1992 řídil. Mezi léty 1992–1994 působil na Pedagogické fakultě UP, poté mezi léty 1994–2007 na Katedře politologie FF UP. Zde získal docenturu (1998) a profesuru (2003). V roce 2007 přešel na Katedru historie FF UP.
Do odchodu do důchodu působil na Katedře historie Filozofické fakulty Univerzity Palackého a na Filozofické fakultě Katolické univerzity v Ružomberku. V současnosti se jako emeritní profesor věnuje politickým dějinám (dějiny stranictví a politického katolicismu), kulturním a církevním dějinám v 19. a 20. století. Pavel Marek je laureátem Ceny města Prostějova za rok 2009 za dlouholetou publikační a ediční činnost a propagaci města. Rektor Katolické univerzity v Ružomberku ocenil jeho vědeckou a pedagogickou práci udělením několika Cen rektora a v r. 2009 Velkou medailí univerzity. Je profesorem českých dějin.

## Dílo (výběr)
- Prostějovská "sametová revoluce": příspěvek k počátkům demokratizace české společnosti v letech 1989-1990. 1. vyd. Prostějov: Muzeum Prostějovska, 2009. 303 s., lxxxviii s. obr. příl. ISBN 978-80-86276-32-8.
- MAREK, Pavel: Josef Žídek. Nástin života a díla reformního kněze, zakladatelské postavy pravoslavné církve na Moravě. Vyd. UP Olomouc: 2010, 351 s. ISBN 978-80-244-2631-0.
- Čeští křesťanští sociálové: příspěvek k problematice programových a organizačních základů českého politického katolicismu v letech 1894-1938. 1. vyd. V Olomouci: Univerzita Palackého, 2011. 390 s. Monografie. ISBN 978-80-244-2970-0.
- Politik dobré vůle: život a dílo msgre Jana Šrámka. Vyd. 1. V Praze: Vyšehrad, 2013. 460 s. ISBN 978-80-7429-345-0. (společně s Milošem Traplem a Karlem Konečným)
- Česká reformace 20. století?: k zápasu Církve československé (husitské) o vizi moderního českého křesťanství v letech 1920-1924. 1. vydání. Olomouc: Univerzita Palackého v Olomouci, 2015. 386 stran. Monografie. ISBN 978-80-244-4830-5.
- MAREK, Pavel: Biskup Gorazd (Pavlík). Životní příběh hledání ideální církve pro 20. století. Vyd. UP Olomouc: 2019, 698 s. ISBN 978-80-244-5413-9.
- Marek, Pavel, Marek, Václav: Dělník na vinici Páně. P. Josef Střída. Životní příběh kněze Josefa Střídy, faráře ve Vrahovicích a čestného kanovníka. 1. vydání. Praha, Kauli Publishing 2020, 80 s. ISBN 978-80-270-8671-9.
- MAREK, Václav – MAREK, Pavel: "Služebníci užiteční". Medailony duchovních pochovaných ve Vrahovicích. Kauli Publishing Praha 2022, 2. vydání, 171 s. + 49 s. obrazové přílohy. ISBN 978-80-908194-0-5.
- MAREK, Václav – MAREK, Pavel: Pocta P. ThLic. Vincenci Šalšovi. Po stopách jeho života a pastoračního působení. Vyd. Nakl. Kauli Publishing Praha 2022. 1. vydání, 113 s. + 31 s. obr. přílohy. ISBN 978-80-908194-1-2 .
- MAREK, Pavel - MAREK, Václav: Karel Dostál-Lutinov: Sto let po smrti. 1923-2023.Vyd. MaG v Prostějově 2023. 1. vyd. 121 s. + 18 s. obraz. přílohy. ISBN 978-80-86276-50-2.
- MAREK, Pavel - DANYLEC, Jurij Vasylovič: Pravoslavní v první Československé republice 1918-1938. Praha: Academia, 2024. ISBN 978-80-200-3513-4.[2]